# Conrad von Hanstein

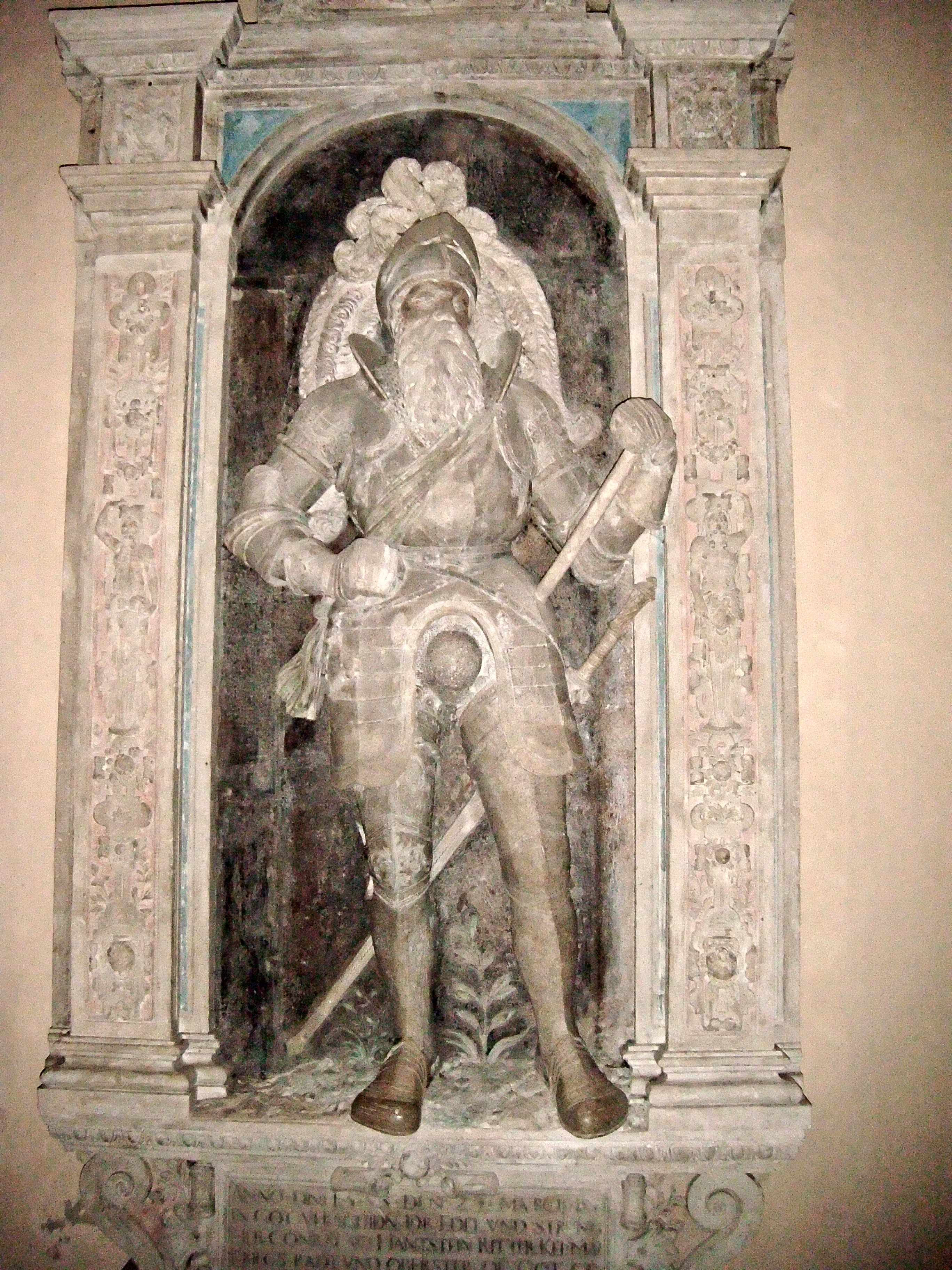
Epitaph in der Oppenheimer Katharinenkirche

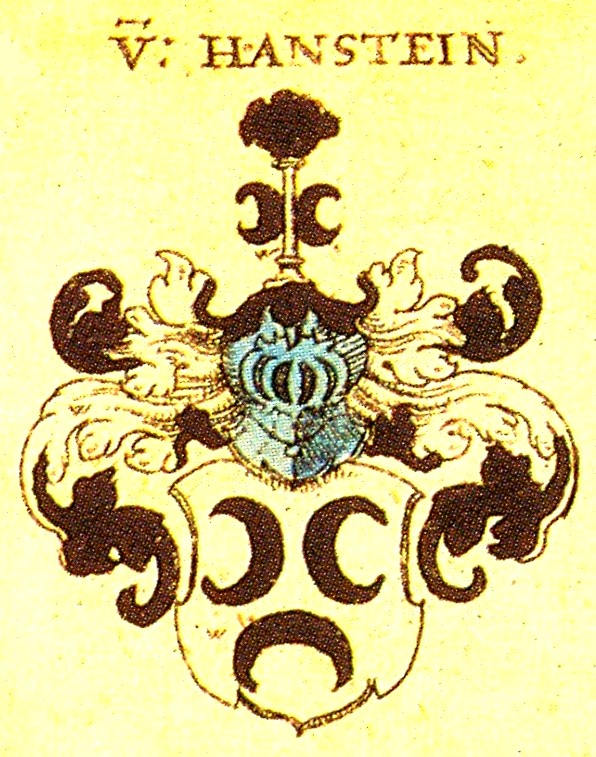
Familienwappen

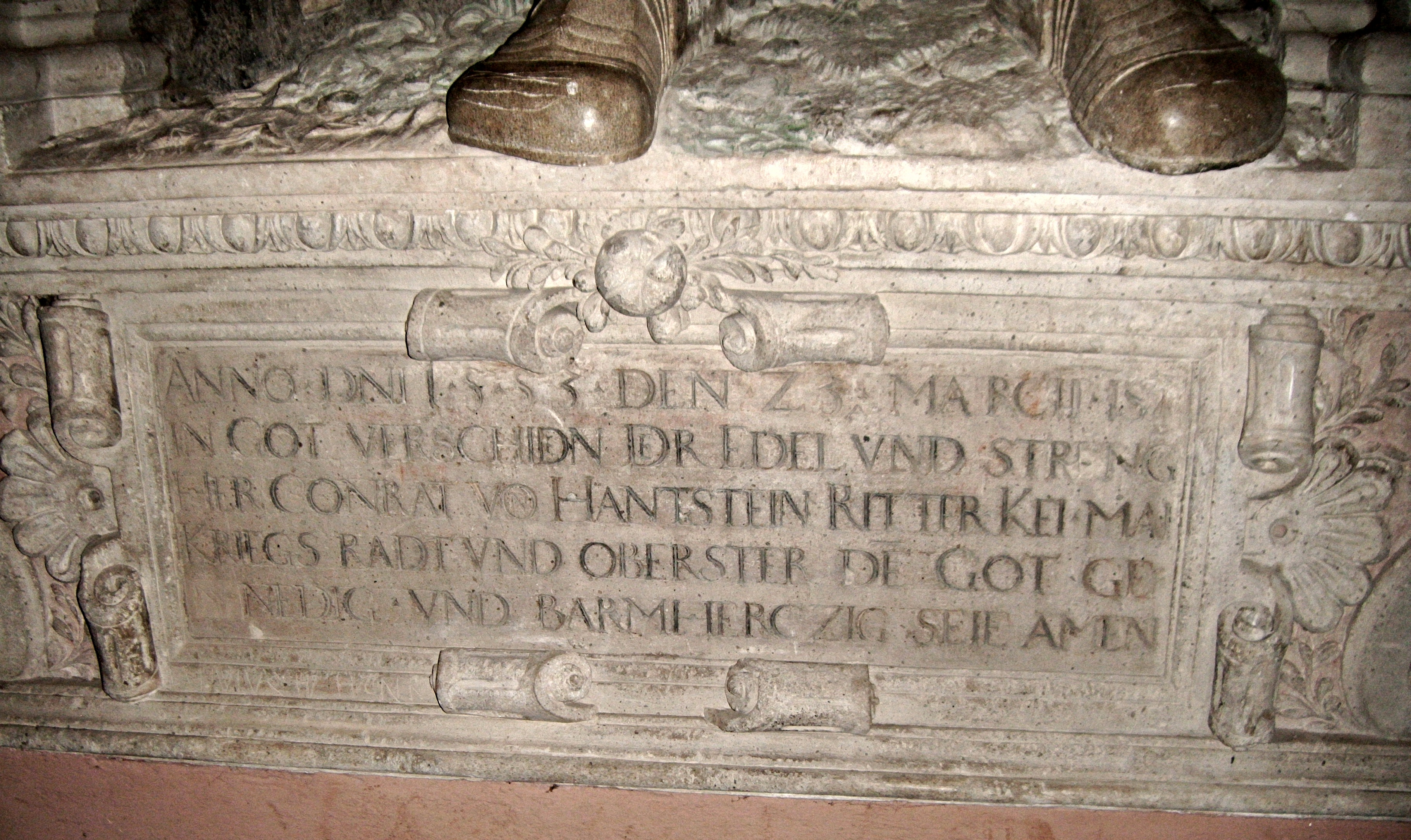
Inschrift auf dem Epitaph

Conrad von Hanstein, auch Konrad von Hanstein (* um 1500 in Bornhagen, Burg Hanstein; † 23. März 1553 vermutlich in Mainz), war ein deutscher Adeliger und kaiserlicher Offizier, der ein prachtvolles Grabdenkmal in der Katharinenkirche Oppenheim erhielt.

## Leben
Er entstammte dem Eichsfelder Adelsgeschlecht der Herren von Hanstein und wurde geboren als Sohn des Caspar von Hanstein, Drost zu Lüneburg, sowie seiner Gattin Ulcke Ellica von Pappenheim.
Conrad von Hanstein studierte an der Universität Erfurt und ging früh zum Militär. 1531 unterstützte er als einer der ersten Eichsfelder Adeligen die Reformation.
Zunächst diente Hanstein unter Landgraf Philipp I. von Hessen. Unter anderem kämpfte er 1534 in Württemberg gegen den österreichischen Statthalter Philipp von Pfalz-Neuburg, wo der hessische Landgraf, nach der Schlacht bei Lauffen, den vertriebenen Herzog Ulrich, wieder zur Regierung brachte. Dann war er bis 1537 als Reiterobrist in Dänemark. Nach Beendigung der dortigen innenpolitischen Unruhen und der Anerkennung Christian III. als König, kehrte er nach Deutschland zurück.
Ein Pass vom 1. August 1537 weist ihn als kaiserlichen Leutnant aus. Als Oberst und kaiserlicher Kriegsrat diente er Karl V. im Schmalkaldischen Krieg. Während des sogenannten Fürstenaufstandes verteidigte 1552 der protestantische Offizier Conrad von Hanstein, im Auftrag des katholischen Kaisers, vier Wochen lang erfolgreich die protestantische aber kaisertreue Reichsstadt Frankfurt am Main gegen protestantische Truppen aus Sachsen und Hessen. Hanstein ließ dabei in kürzester Zeit die Frankfurter Stadtbefestigung auf einen zeitgemäßen Stand bringen, provisorische Bastionen aufschütten und die gotischen Turmhelme des Bockenheimer und des Friedberger Tores abwerfen, um nicht die eigene Artillerie zu behindern. Die Belagerung endete mit Abschluss des Passauer Vertrages vom 2. August 1552. Die Belagerung war auch Auslöser des Ochsenkriegs mit der Grafschaft Büdingen.
Conrad von Hanstein erkrankte in Mainz und starb im folgenden Frühjahr, vermutlich ebenfalls in Mainz. Er wurde in der Katharinenkirche von Oppenheim beigesetzt und erhielt dort ein großartiges Grabdenkmal mit seiner Vollfigur. Es zeigt ihn als kaiserlichen Offizier in Rüstung und mit wallendem Bart; der Mainzer Bildhauer Dietrich Schro soll es gefertigt haben. Da er durch die erfolgreiche Verteidigung eine Plünderung der Stadt verhinderte, wurde im 19. Jahrhundert die Hansteinstraße im Frankfurter Nordend nach ihm benannt.
Hanstein war mit Margarete geb. von Hardenberg verheiratet. Bereits 1543 hatte er das ehemalige Klostergut Oberellen in Thüringen erworben, das an seine Nachkommen und Erben überging, die dort ein Schloss als Familiensitz erbauten. 1547 besaß er auch das Lehen von Ort und Burg Volkerode, wo noch ein Wappenstein erhalten ist.